# Canton du Mortainais
Le canton du Mortainais est une circonscription électorale française du département de la Manche créée par le décret du 25 février 2014 et entrée en vigueur lors des premières élections départementales suivant la publication du décret.

## Histoire
Un nouveau découpage territorial de la Manche (département) entre en vigueur à l'occasion des élections départementales de 2015. Il est défini par le décret du 25 février 2014, en application des lois du 17 mai 2013 (loi organique 2013-402 et loi 2013-403). Les conseillers départementaux sont, à compter de ces élections, élus au scrutin majoritaire binominal mixte. Les électeurs de chaque canton élisent au Conseil départemental, nouvelle appellation du Conseil général, deux membres de sexe différent, qui se présentent en binôme de candidats. Les conseillers départementaux sont élus pour 6 ans au scrutin binominal majoritaire à deux tours, l'accès au second tour nécessitant 12,5 % des inscrits au 1er tour. En outre la totalité des conseillers départementaux est renouvelée. Ce nouveau mode de scrutin nécessite un redécoupage des cantons dont le nombre est divisé par deux avec arrondi à l'unité impaire supérieure si ce nombre n'est pas entier impair, assorti de conditions de seuils minimaux. Dans la Manche, le nombre de cantons passe ainsi de 52 à 27.
Le canton du Mortainais est formé de communes des anciens cantons de Barenton (4 communes), de Sourdeval (8 communes), de Mortain (10 communes) et du Teilleul (5 communes). Il est entièrement inclus dans l'arrondissement d'Avranches. Le bureau centralisateur est situé à Mortain.

## Représentation
| Période élective | Période élective | Mandat | Mandat   | Identité         | Nuance | Nuance | Qualité |
| ---------------- | ---------------- | ------ | -------- | ---------------- | ------ | ------ | --- |
| 2015             | 2021             | 2015   | 2021     | Serge Deslandes  |        | LR     | Agriculteur Adjoint au maire de Fontenay Président de la Communauté de communes du Mortainais Ancien conseiller général du Canton de Mortain (2008-2015) |
| 2015             | 2021             | 2015   | 2021     | Valérie Normand  |        | DVD    | Caissière comptable taxateur Maire de Ger (2014-2020) |
| 2021             | 2028             | 2021   | en cours | Lydie Brionne    |        | DVD    | Agricultrice Maire de Perriers-en-Beauficel (depuis 2014)                                                                                                |
| 2021             | 2028             | 2021   | en cours | Hervé Desserouer |        | DVD    | Enseignant Maire de Mortain puis de Mortain-Bocage (depuis 2014)                                                                                         |

### Résultats détaillés

#### Élections de mars 2015
À l'issue du 1er tour des élections départementales de 2015, deux binômes sont en ballottage : Serge Deslandes et Valérie Normand (DVD, 42,51 %) et François Davoust et Francine Fourmentin (DVG, 37,74 %). Le taux de participation est de 56,78 % (6 599 votants sur 11 622 inscrits) contre 50,67 % au niveau départemental et 50,17 % au niveau national.
Au second tour, Serge Deslandes et Valérie Normand (DVD) sont élus avec 50,3 % des suffrages exprimés et un taux de participation de 58,88 % (3 173 voix pour 6 843 votants et 11 622 inscrits).

#### Élections de juin 2021
Le premier tour des élections départementales de 2021 est marqué par un très faible taux de participation (33,26 % au niveau national). Dans le canton du Mortainais, ce taux de participation est de 32,24 % (3 523 votants sur 10 928 inscrits) contre 32,67 % au niveau départemental. À l'issue de ce premier tour, deux binômes sont en ballottage : Lydie Brionne et Hervé Desserouer (Divers, 79,63 %) et Kamelia Ignatov et Rémy Lebascle (RN, 20,37 %).
Le second tour des élections est marqué une nouvelle fois par une abstention massive équivalente au premier tour. Les taux de participation sont de 34,36 % au niveau national, 32,63 % dans le département et 30,41 % dans le canton du Mortainais. Lydie Brionne et Hervé Desserouer (Divers) sont élus avec 82,2 % des suffrages exprimés (2 517 voix pour 3 323 votants et 10 928 inscrits),,.

## Composition
À sa création, en 2015, le canton du Mortainais comprenait vingt-sept communes.
À la suite de la création le 1er janvier 2016 des communes nouvelles de Mortain-Bocage, Romagny Fontenay, Sourdeval et Le Teilleul, il n'en comprend plus que dix-sept.
| Nom                                    | Code Insee | Intercommunalité               | Superficie (km2) | Population (dernière pop. légale) | Densité (hab./km2) | Modifier                                    |
| -------------------------------------- | ---------- | ------------------------------ | ---------------- | --------------------------------- | ------------------ | ------------------------------------------- |
| Mortain-Bocage (bureau centralisateur) | 50359      | CA Mont-Saint-Michel-Normandie | 62,63            | 2 954 (2022)                      | 47                 | modifier les données · modifier les données |
| Barenton                               | 50029      | CA Mont-Saint-Michel-Normandie | 34,88            | 1 166 (2022)                      | 33                 | modifier les données · modifier les données |
| Beauficel                              | 50040      | CA Mont-Saint-Michel-Normandie | 9,13             | 119 (2022)                        | 13                 | modifier les données · modifier les données |
| Brouains                               | 50088      | CA Mont-Saint-Michel-Normandie | 3,79             | 140 (2022)                        | 37                 | modifier les données · modifier les données |
| Chaulieu                               | 50514      | CA Mont-Saint-Michel-Normandie | 10,64            | 287 (2022)                        | 27                 | modifier les données · modifier les données |
| Le Fresne-Poret                        | 50193      | CA Mont-Saint-Michel-Normandie | 10,08            | 222 (2022)                        | 22                 | modifier les données · modifier les données |
| Gathemo                                | 50195      | CA Mont-Saint-Michel-Normandie | 10,41            | 268 (2022)                        | 26                 | modifier les données · modifier les données |
| Ger                                    | 50200      | CA Mont-Saint-Michel-Normandie | 39,78            | 818 (2022)                        | 21                 | modifier les données · modifier les données |
| Le Neufbourg                           | 50371      | CA Mont-Saint-Michel-Normandie | 2,25             | 399 (2022)                        | 177                | modifier les données · modifier les données |
| Perriers-en-Beauficel                  | 50397      | CA Mont-Saint-Michel-Normandie | 9,30             | 207 (2022)                        | 22                 | modifier les données · modifier les données |
| Romagny Fontenay                       | 50436      | CA Mont-Saint-Michel-Normandie | 36,31            | 1 247 (2022)                      | 34                 | modifier les données · modifier les données |
| Saint-Barthélemy                       | 50450      | CA Mont-Saint-Michel-Normandie | 6,81             | 338 (2022)                        | 50                 | modifier les données · modifier les données |
| Saint-Clément-Rancoudray               | 50456      | CA Mont-Saint-Michel-Normandie | 32,10            | 548 (2022)                        | 17                 | modifier les données · modifier les données |
| Saint-Cyr-du-Bailleul                  | 50462      | CA Mont-Saint-Michel-Normandie | 23,41            | 349 (2022)                        | 15                 | modifier les données · modifier les données |
| Saint-Georges-de-Rouelley              | 50474      | CA Mont-Saint-Michel-Normandie | 20,52            | 529 (2022)                        | 26                 | modifier les données · modifier les données |
| Sourdeval                              | 50582      | CA Mont-Saint-Michel-Normandie | 51,87            | 3 040 (2022)                      | 59                 | modifier les données · modifier les données |
| Le Teilleul                            | 50591      | CA Mont-Saint-Michel-Normandie | 66,89            | 1 692 (2022)                      | 25                 | modifier les données · modifier les données |
| Canton du Mortainais                   | 5016       |                                | 430,80           | 14 323 (2022)                     | 33                 | modifier les données                        |

## Démographie
En 2022, le canton comptait 14 323 habitants, en évolution de −2,33 % par rapport à 2016 (Manche : −0,31 %, France hors Mayotte : +2,11 %).
| 2013   | 2018   | 2022   |
| ------ | ------ | ------ |
| 15 060 | 14 527 | 14 323 |